# Ђербидо ди Костагранде (Торино)
Ђербидо ди Костагранде је насеље у Италији у округу Торино, региону Пијемонт.
Према процени из 2011. у насељу је живело 38 становника. Насеље се налази на надморској висини од 567 м.